# Paul Ssymank

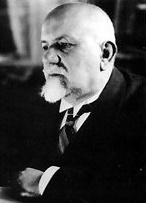
Paul Ssymank

Paul William Ssymank (* 19. September 1874 in Dresden; † 19. September 1942 ebenda) war ein deutscher Gymnasiallehrer und Studentenhistoriker.

## Leben
Ssymank besuchte das Annen-Realgymnasium in Dresden und studierte an der Universität Leipzig. Ab 1896 war er der führende Kopf der Finkenschaft, der späteren Freistudentischen Bewegung. Bereits in seiner Studienzeit war ihm bewusst, dass die Bibliotheken die Literatur zur studentischen Geschichte in Deutschland nicht ernsthaft und systematisch genug sammelten. Nach dem Examen war er als Studienrat an verschiedenen weiterführenden Schulen in Pirna, Dresden, Rostock, Posen und ab 1920 in Göttingen tätig.

Gründungsbeschluss des Hochschularchivs der Deutschen Studentenschaft, mitunterzeichnet von Paul Ssymank

In seiner Zeit als Studienrat wirkte er als Herausgeber der Finkenblätter und beschäftigte sich so zwangsläufig mit Studentengeschichte. Zur systematischen Erfassung der Literatur gründete er bereits 1910 in Posen eine Hochschulgeschichtliche Bücherei. Ab 1920 in Göttingen betrieb er die Gründung des Hochschularchivs der Deutschen Studentenschaft, das er bis 1922 leitete. An der Georg-August-Universität Göttingen erhielt er als erster Studentenhistoriker im Oktober 1920 einen Lehrauftrag für Hochschulkunde und Studentengeschichte. Diesen Lehrauftrag führte er bis zum 30. September 1939 aus. Aufgrund der wachsenden Aufgaben und des sich ansammelnden Materials gründete er 1925 das Institut für Hochschulkunde. Im Jahre 1929 wurde diesem Institut der „wissenschaftliche Apparat für Studentengeschichte an der Universität Göttingen“ angegliedert.
Als die Nationalsozialisten seine Arbeit politisch instrumentalisieren wollten, verkaufte Ssymank sein Institut für Hochschulkunde 1936 an die Stadt Würzburg. Dort sollte es als Grundstock eines „Instituts für Studentengeschichte“ dienen. Im November 1933 unterzeichnete er das Bekenntnis der deutschen Professoren zu Adolf Hitler, wegen seiner Mitgliedschaft in einer Freimaurerloge wurde er jedoch in den vorzeitigen Ruhestand geschickt. Er blieb auf dem Gebiet der Studentengeschichte tätig, weigerte sich aber, die Reichsstudentenführung bei ihren politischen Bestrebungen zu unterstützen. Im Jahre 1939 übersiedelte er in seine Geburtsstadt Dresden, wo er drei Jahre später starb. Das Institut für Hochschulkunde an der Julius-Maximilians-Universität Würzburg ist heute eine der wichtigsten Anlaufstellen für Studentenhistoriker in Deutschland. Die Gemeinschaft für deutsche Studentengeschichte verleiht in unregelmäßigen Abständen den Paul-Ssymank-Preis.
Er war Mitglied im Verein Deutscher Studenten Göttingen sowie Ehrenmitglied und Ehren-Alter Herr der Sängerschaft Gotia Göttingen.

## Name
Der seltene Name Ssymank ist sorbischer Herkunft. In seiner unvollendeten und unveröffentlichten Autobiographie erklärte Ssymank die Herkunft des Namens folgendermaßen:

„Unser Name selbst bedeutet, wie mir der wendische Philologe Prof. Dr. Ernst Mucke 1913 schrieb, ‚Sohn des Siman‘ oder ‚der kleine Siman‘ (wendisch für Simon), ist also ein biblischer Name, der in den ärmeren Schichten der kleinen Leute sehr verbreitet war und dessen Schreibung – oft bei derselben Person – sehr schwankte, weil er nur nach dem Gehör niedergeschrieben wurde. So finden sich bei den blutsmäßig zu meiner Familie gehörigen Trägern des Namens nicht weniger als zehn verschiedene Schreibungen: Symank, Simmank, Simmanck, Symmanck, Simmangk, Symang, Ssymang, Ssymank, Szymmank, Symank. Die bei unserer Linie seit meinem Vater übliche ist die wendische Schreibart: ‚Ssymank‘, während  mein wendisch sprechender Oheim Andreas Simmank merkwürdiger Weise die deutsche angenommen hat.“

## Werke
- mit Friedrich Schulze: Das deutsche Studententum von den ältesten Zeiten bis zur Gegenwart. Erstauflage Leipzig 1910 (online – Internet Archive), 4. erw. und aktual. Auflage München 1932 (unv. Nachdruck dieser Auflage 1991 hrsg. von der Gemeinschaft für deutsche Studentengeschichte ISBN 3-923621-90-6).
- Bruder Studio in Karikatur und Satire. Stuttgart 1929.
- Von Studenten, Magistern und Professoren. [Mit 15 teilweise farbigen Abbildungen]. Leipzig 1935.
- Das Hochschulwesen im römischen Kaiserreich bis zum Ausgang der Antike. Paderborn 2013, ISBN 978-3-8460-2579-6 (Digitalisat).

### Herausgeber
- Hermann Conradis Gesammelte Schriften. München 1911 (Bd. 1 online – Internet Archive, Bd. 2 online – Internet Archive)